# Schifferstadt
Schifferstadt este un oraș din landul Renania-Palatinat, Germania.